# 中重雄
中 重雄（なか しげお、1970年1月7日 - ）は、日本のギタリスト。神奈川県横須賀市出身。
インストゥルメンタルロックバンド「ザ・サーフコースターズ」のギタリストとして95年にデビュー。
桑田佳祐、加山雄三、寺内タケシ、ディック・デイル、ベンチャーズなどと共演。PUFFY、岩瀬敬吾、ENDSなどのサポートも務める。その他、映画音楽、CM曲、ゲーム音楽などを手がける。
中シゲヲ名義で活動していたが、2010年から本名である中重雄という名義を使用していた。現在は再び中シゲヲ名義に戻している。